# ماریو فون آپن
ماریو فون آپن (آلمانی: Mario Von Appen؛ زادهٔ ۳۱ ژوئیهٔ ۱۹۶۵) قایقران کایاک اهل آلمان بود.